# Zhongnan

Zentral- und Südchina (Zhongnan)

Zhongnan (chinesisch 中南, Pinyin Zhōngnán, kurz für: 中南地區 / 中南地区,  Zhōngnán Dìqū – „Zentral- und Südchinesische Region“) ist die chinesische Bezeichnung für den Großraum Zentral- und Südchina. Der Begriff setzt sich aus den hinteren Teilen der Begriffe Huazhong (華中 / 华中,  Huázhōng – „Zentralchina“) und Huanan (華南 / 华南,  Huánán – „Südchina“) zusammen. Dabei ist Hua (華 / 华,  Huá) ein Kurzwort für China (中華 / 中华,  Zhōnghuá). 
Der Großraum Zhongnan umfasst die folgenden acht Verwaltungseinheiten auf Provinzebene.
Zentralchina (Huazhong):
1. Henan (河南,  Hénán)
2. Hubei (湖北,  Húběi)
3. Hunan (湖南,  Húnán)

Südchina (Huanan):
1. Guangxi (广西,  Guǎngxī)
2. Guangdong (广东,  Guǎngdōng)
3. Hainan (海南,  Hǎinán)
4. Hongkong (香港,  Xiānggǎng)
5. Macau (澳门,  Àomén)